# Ingrid Losert
Ingrid Losert (Friburgo in Brisgovia, 30 dicembre 1958) è un'ex schermitrice tedesca, vincitrice di due medaglie d'argento e due di bronzo ai campionati mondiali di scherma.